# Žas (гурт)
Ž.A.S. (Žiertva ant smūgio, укр. Тріщина від удару) — литовський хіп-хоп та рок-гурт, заснований 1993 року у Вільнюсі. Незмінними учасниками гурту є: Лінас Зарецкас «Хор», Гідон Шапіро «Білл», Лінас Каралюс «Езоп». Колектив було засновано як гангста-реп-гурт, що складався з колишніх учасників дез-метал-гурту «Regredior». Відмінною рисою гурту є виконання пісень литовсько-російським суржиком.
Рання творчість гурту поєднувала хіп-хоп з важким роком. З 2000 року гурт перейшов на більш танцювальну музику і вже з 2012, після 4-річної перерви, повернувся до суміші хіп-хопу та року в дещо легшому звучанні. Відомими піснями гурту є: «Ne pieną gėres ne nuo pieno ir mirsi», «Sudrumskime ramybę», «Man gerai», «Jis gyvena stotyje», «Ji suka (Gyvenimo ratu)», «Ne kažką», «Ir vel tyla» .

## Дискографія

### Студійні альбоми
- «Ū-Žas» (1996)
- «Dozė» (1997)
- «Man dar geriau» (1998)
- «Leninas» (2000)
- «Man ramu» (2001)
- «Europa» (2002)
- «Fortūna» (2003) (промо-альбом для 'Eurobasket 2003')
- «Mandarinai» (2004)
- «Made in China» (2007)

### Компіляції
- «Geriausi» (2005)

### Сингли
- «Ne pieną gėres ne nuo pieno ir mirsi» (1996)
- «Sudrumskime ramybę» (1997)
- «Man gerai» (1997)
- «Ji suka» (1997)
- «Eurolyga» (1999)
- «Palanga, močiučių» (2002)
- «Ne kažką» (2013)
- «Ir vel tyla» (2013)
- «Silikonas» (2013)
- «Tėčiai» (2024)

### Відеокліпи
- «Ne pieną gėręs ne nuo pieno ir mirsi» (1996)
- «Sudrumskime ramybę» (1997)
- «Man gerai» (1997)
- «Man gerai '98» (remixed version) (1998)
- «Norėjau skristi» (1998)
- «Tamsos vaikai» (1998)
- «Eurolyga» (1999) (промо-сингл для 'Євроліги 1998—1999')
- «Po stikliuką» (2000)
- «Palanga, močiučių» (2002)
- «Myliu kiną» (2003)
- «Fortūna» (2003)
- «Tingiu» (2003)
- «Mandarinai» (2004)
- «Man be tavęs liūdna» (2005)
- «Ne kažką» (2013)
- «Ir vel tyla» (2013)
- «Silikonas» (2013)
- «Tėčiai» (2024)